# Валдерсхоф
Валдерсхоф (њем. Waldershof) град је у њемачкој савезној држави Баварска. Једно је од 26 општинских средишта округа Тиршенројт. Према процјени из 2010. у граду је живјело 4.474 становника. Посједује регионалну шифру (AGS) 9377157.

## Географски и демографски подаци
Валдерсхоф се налази у савезној држави Баварска у округу Тиршенројт. Град се налази на надморској висини од 546 метара. Површина општине износи 60,4 km². У самом граду је, према процјени из 2010. године, живјело 4.474 становника. Просјечна густина становништва износи 74 становника/km².